# Đại dịch COVID-19 tại Gambia
Bài viết này ghi lại các tác động của Đại dịch COVID-19 tại Gambia và có thể không bao gồm tất cả các phản ứng và biện pháp hiện thời.

## Dòng thời gian
Gambia đã báo cáo trường hợp đầu tiên về COVID-19 là một phụ nữ 20 tuổi trở về từ Vương quốc Anh vào ngày 17 tháng 3.
Tính đến ngày 30 tháng 11 năm 2022, Gambia ghi nhận 12,626 trường hợp nhiễm COVID-19 và 372 trường hợp tử vong.